# 華視大樂隊
華視大樂隊是中華電視公司曾經存在的專屬樂隊，1971年中華電視台開播時即成立。第一任團長兼指揮為翁清溪（籌備華視大樂隊），第二任團長兼指揮為詹森雄，第三任團長兼指揮為蕭東山（在詹森雄擔任團長時期任副團長兼副指揮）；其中以詹森雄為最著名。當年伴奏華視大型綜藝節目如《孔雀開屏》、《綜藝100》、《劉文正時間》、《臨風高歌》，都是華視最火紅的節目。隊員約16人，要看節目大小來做編制，後期《鑽石舞台》大多會看到全員到齊的盛況。

華視大樂隊參加《綜藝100》的音樂演奏單元〈佳曲介紹〉

## 隊史
1982年12月時，台視大樂團成員共有22人（包括當時指揮謝荔生在內），華視大樂隊成員共有16人（包括當時指揮詹森雄在內），成員平均月薪都是新台幣兩萬元以上；中視大樂隊成員共有19人（包括指揮林家慶在內），成員平均月薪新台幣三萬元以上；但是華視大樂隊成員因編制問題（既非華視演藝人員、也非華視職員），無法比照華視職員領取過年過節獎金。台視大樂團、中視大樂隊與華視大樂隊同樣欠缺弦樂，所以當某些大型綜藝節目需要弦樂伴奏時，製作單位必須臨時對外聘請2至12位弦樂樂師擔任弦樂伴奏（依節目需求人數有所不同）；這些弦樂樂師不屬於台視大樂團、中視大樂隊或華視大樂隊，製作單位只有在節目經費充裕時才會以新台幣三千至五千元的日薪聘請他們擔任弦樂伴奏。
1986年3月22日第21屆金鐘獎頒獎典禮，電視金鐘獎綜藝節目主持人獎頒獎人為台視大樂團指揮謝荔生、中視大樂隊指揮林家慶、華視大樂隊指揮詹森雄與中廣國樂團指揮顧豐毓。
1996年，三立大樂隊團長兼指揮王吉宣屆齡退休，華視大樂隊打擊樂手江慶霖轉任三立大樂隊指揮。
2000年，華視大樂隊部分隊員退休，隊員只剩10人。2003年，由詹森雄擔任製作人的華視老歌歌唱節目《勁歌金曲》停播，華視大樂隊解散。2005年，蕭東山召回華視大樂隊原班人馬，在華視綜藝節目系列《華視夜店》的歌舞綜藝節目《台灣無線唱吟》伴奏，再度為華視效力；但在幾集之後，樂隊裁撤，換上孔鏘大樂隊；從此，華視大樂隊也正式走入歷史。
華視大樂隊所伴奏歌曲：社教節目《今天》主題曲、日本電視動畫《甜蜜小天使》中文主題曲、兒童節目《大自然教室》主題曲、1993年八點檔連續劇《包青天》主題曲、綜藝節目《鑽石舞台》主題曲、特別節目《統一發票開獎特別節目》主題曲……等，都是詹森雄編曲。1990年代華視新聞太空站風格開頭動畫，背景音樂採用華視大樂隊伴奏。
2006年10月31日，華視35週年台慶特別節目《圓夢35 快樂出航 華視35週年台慶酒會》，李明依、巴戈擔任主持人，公布華視預先發出一千多份選票給在職及退休員工選出之15位「華視人」為華視15大經典人物，前華視新聞主播李艷秋、華視綜藝節目《連環泡》製作人王偉忠、劇作家瓊瑤、藝人方芳、演員葉青、演員陳麗麗、演員儀銘、演員金超群、前華視節目部經理張永祥、華視大樂隊指揮詹森雄等15人皆入選，瓊瑤、方芳、儀銘、陳麗麗、詹森雄、金超群與張永祥不克出席領取「華視人獎座」。
2010年10月31日，華視39週年台慶，詹森雄與藝人張小燕出席台慶茶會並合唱《綜藝100》每集結尾之〈再見歌〉。
2014年1月30日至2月2日，華視播出自製的除夕至大年初三特別節目《2014永遠的星星》，董占元、萬玉鳳擔任製作人，方芳芳、曾國城、曹蘭、黃子佼擔任主持人，邀集資深藝人圍爐，席開18桌，華視大樂隊在舞台右側（主持人左側）現場伴奏，特別來賓進場時演奏早年特別來賓進場時的音樂（包含《綜藝100》、《大家愛週末》、《奔放的旋律》、《鑽石舞台》、《綜藝總動員》……都使用過）。
2017年，中華電信旗下公司中華投資轉投資愛唱久久音樂科技，損失新台幣一億元，被認為涉嫌「假投資、真掏空」。2019年3月，臺灣臺中地方檢察署檢察官諭令前中華電信主任秘書柴方文、前中華電信投資長宋雲峯與愛唱久久音樂科技董事長兼執行長林文信交保。林文信原本是鋼琴教師、華視大樂隊隊員，他的鋼琴教學影片至今仍在台海兩岸網路播放，在音樂圈知名度頗高。2022年8月，臺中地檢署依違反《證券交易法》，起訴柴方文、宋雲峯與林文信。
2024年9月23日，詹森雄之子、民間全民電視公司節目事業群綜藝中心副理詹嘉文證實，詹森雄於本日逝世。